# Новенька (телесеріал, США)
Новенька (англ. New Girl) — американський ситком серіал про стосунки чоловіків і жінок. У центрі сюжету — Джесіка, оптимістична, але нещаслива в коханні вчителька початкової школи, яка після останнього розриву з хлопцем переїжджає жити на квартиру, де живуть троє чоловіків. Прем'єра відбулась 20 вересня 2011 року на телеканалі FOX. Серіал і акторський склад номінувалися на ряд престижних премій, серед яких Золотий глобус, Прайм-тайм премія «Еммі», Вибір телевізійних критиків.
14 травня 2017 року телеканал «Fox» оголосив про вихід сьомого й останнього сезону серіалу, прем'єра якого відбулася 10 квітня 2018 року. Сезон складався із восьми епізодів, фінальна серія вийшла 15 травня 2018 року.

## Сюжет
Чарівна Джесс — молода вчителька початкових класів. Вона життєрадісна, чесна, щира, відкрита і трохи божевільна дівчина, звісно, в хорошому сенсі цього слова. Після важкого розриву з бойфрендом, Джесс залишилася не тільки без супутника життя, але й без житла. Їй на допомогу приходить подруга Сесіль, яка бере пошук житла у свої руки. Таким чином, Джесс потрапляє у квартиру до трьох друзів, у яких є вільна кімната — однак, в їхні плани не входило сусідство з жінкою, але вагомий аргумент на обличчі Сесіль робить свою справу, тож Джесс залишається жити з хлопцями. Саме так й починається історія, зображена в серіалі.
Глядачі мають можливість спостерігати, як розвиваються відносини між новими знайомими, як складається їхнє особисте життя тощо.

### Сезони
| Сезон | Епізоди | Прем'єра        | Фінал          |
| ----- | ------- | --------------- | -------------- |
| 1     | 24      | 20 вересня 2011 | 8 травня 2012  |
| 2     | 25      | 25 вересня 2012 | 14 травня 2013 |
| 3     | 23      | 17 вересня 2013 | 6 травня 2014  |
| 4     | 22      | 16 вересня 2014 | 5 травня 2015  |
| 5     | 22      | 5 січня 2016    | 10 травня 2016 |
| 6     | 22      | 20 вересня 2016 | 4 квітня 2017  |
| 7     | 8       | 10 квітня 2018  | 15 травня 2018 |

## Головні герої

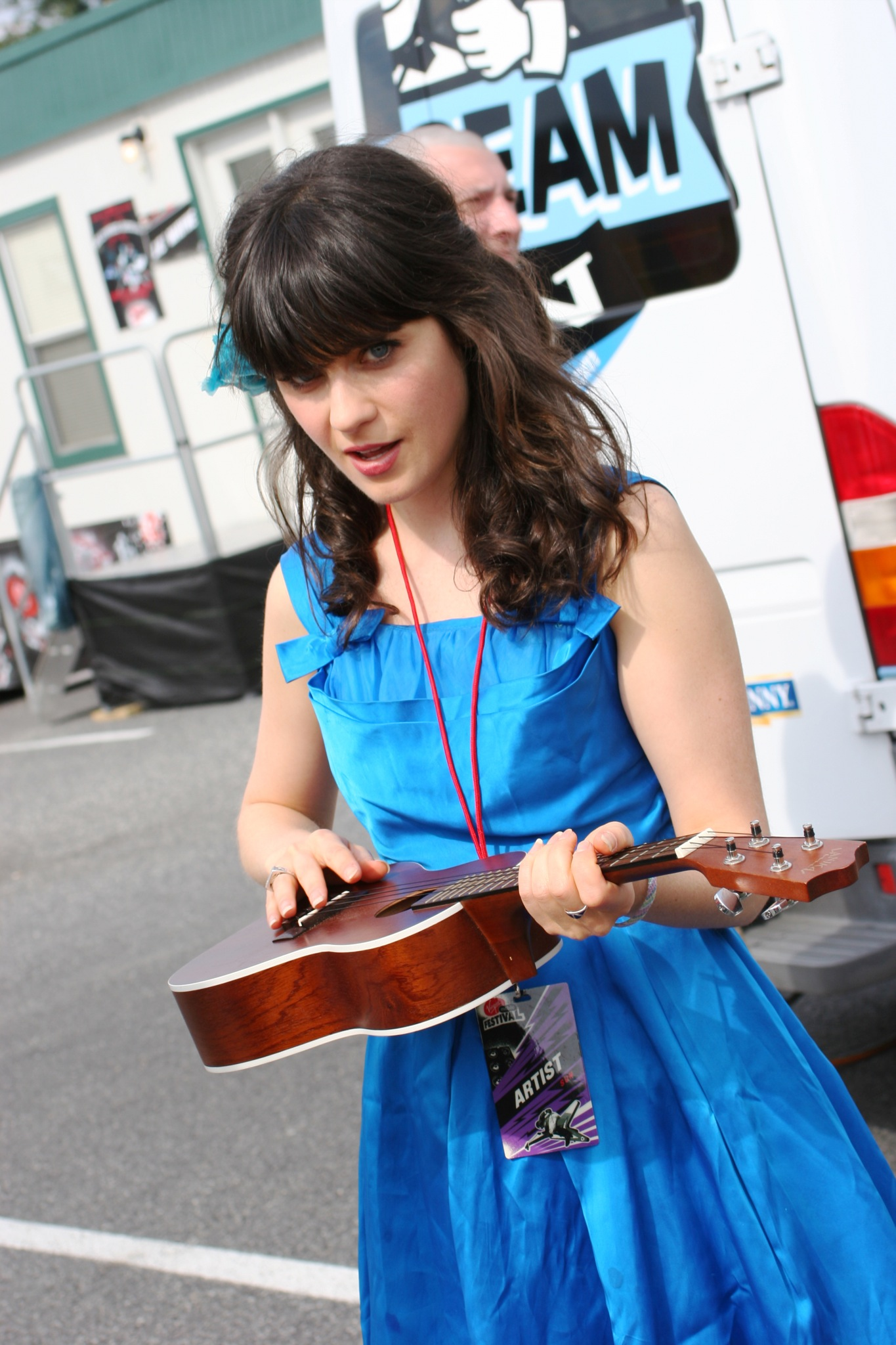
Джессіка

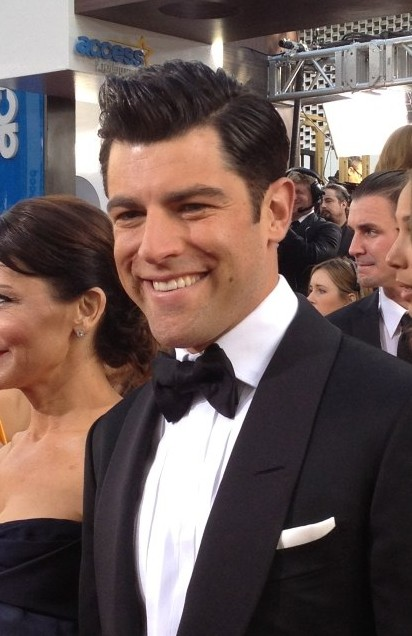
Шмідт

- Джессіка «Джесс» Дей (Зоуї Дешанель) — «новенька», оптимістична дівчина, якій майже 30 років і вона працює в школі вчителькою. Після розлучення з хлопцем переїжджає у квартиру до трьох хлопців, яку вона знайшла за оголошенням. До подій серіалу була повною. Дивиться на світ через рожеві окуляри, любить одягати кольорові платтячка, свою роботу в школі, та має звичку постійно наспівувати.
- Ніколас «Нік» Міллер (Джейк Джонсон) — один із сусідів Джесс по квартирі. Ніку недавно стукнуло 30 років. Він вчився на юриста, але кинув навчання після 3 курсу, наразі працює барменом і недавно пережив важкий розрив. Мріє якось написати свою книжку.

- Шмідт (Макс Ґрінфілд) — один із сусідів Джесс по квартирі. Типовий «дамський угодник» єврейського походження. Страждаючи зайвою вагою в коледжі ще познайомився з Ніком. З того часу, як і Джесс дуже підтянувся, та багато працював над собою. Успішно працює маркетологом у великій компанії, де він — єдиний чоловік у колективі. Ненавидить бруд і сміття, також є доволі пафосним, власним та любить контролювати все і всіх.
- Вінстон Бішоп (Ламорн Морріс) — один із сусідів Джесс по квартирі. Він довго був гравцем баскетболу в Латвії, що дало Джесс шанс заселитися у квартиру. Зі школи товаришував з Ніком. У всьому хоче бути першим. Але дуже часто поводиться жалюгідно, та стає «козлом відпущення». Повертається в другому епізоді.
- Сесілія «Сісі» Парех (Ганна Саймон) — найкраща подруга Джесс зі школи і професійна модель. Спершу скептично ставиться до нових сусідів Джесс, проте згодом і сама створює інтрижку зі Шмідтом, яку намагається тримати у секреті.
- Ерні «Тренер» (Деймон Веянс-молодший) — Він, Нік, Шмідт і Вінстон були початковими чотирма сусідами по квартирі. У другому епізоді Уїнстон повертається з Латвії, а Тренер переїжджає. У третьому сезоні він повертається після розлучення зі своєю дівчиною, а з четвертого сезону приїжджає назовсім. Працював персональним тренером, а згодом вчителем фізкультури у школі разом з Джесс.

## Створення серіалу

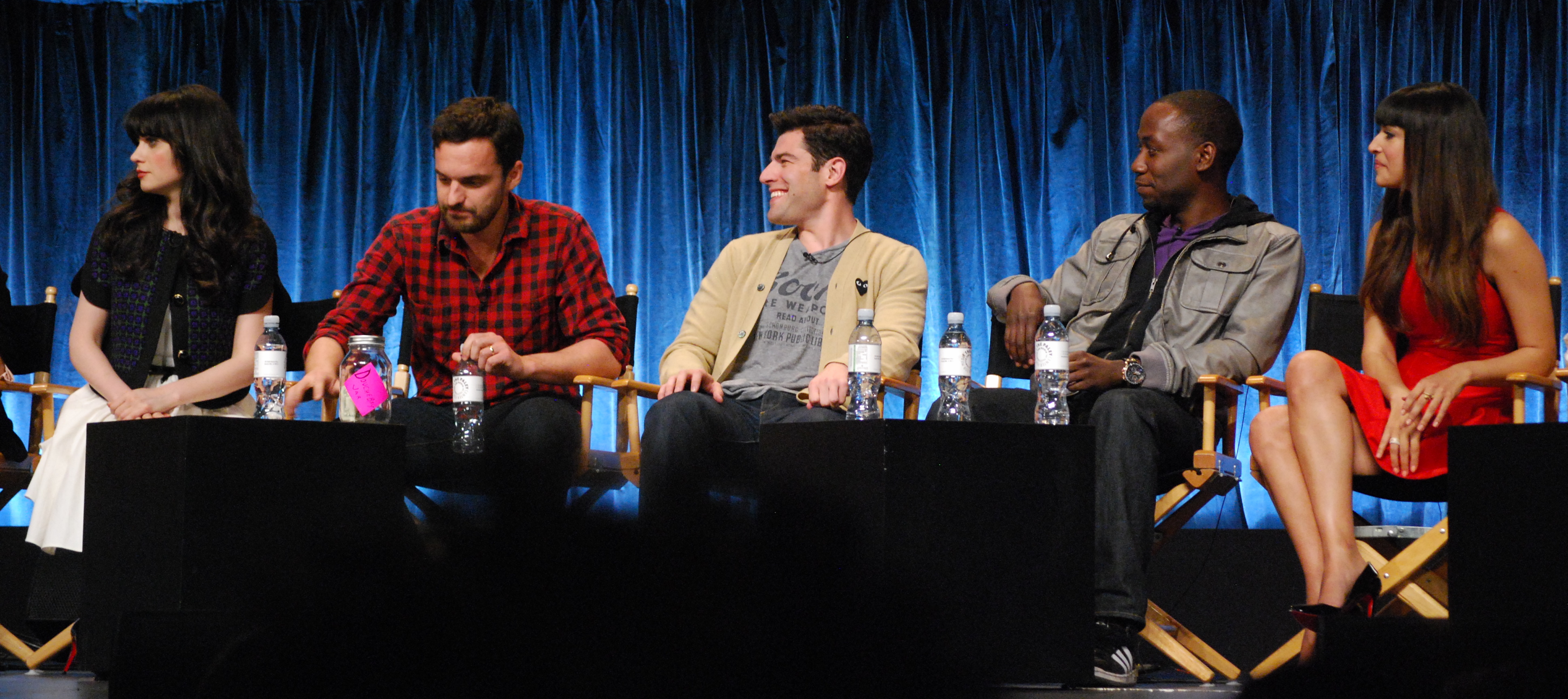
Головні герої: Джесс, Нік, Шмідт, Вінстон, Сісі.

У 2008 році Fox назначили режисера Елізабет Меріветер розробити сценарій серіалу, але зрештою вона відклала це у далекий ящик. Проте після успіху режисера у 2011 році над комедійною стрічною «Більше ніж секс», Fox зробили їй пропозицію знову. Елізабет погодилась на сюжет про «дівчину, яка після розриву з хлопцем переїздить на квартиру до 3 одиноких хлопців», адже тема здалась їй близькою і нагадала як їй було 20 років. Спершу назвою серіалу мало було «Chicks and Dicks», проте у міру роботи над сценарієм акцент змістився від теми сексу до соціальних відносин, що призвело до зміни назви на «Новенька». За словами Зоуї Дешанель, роль Джесс не створювали спеціально під неї. Однак, коли їй запропонували цю роль, вона погодилася без вагань, оскільки їй подобається працювати в команді та Джесс — це та персонажка, яку вона готова грати вічно.